# XiX
XiX (đọc như "Six" trong tiếng Anh), là nhóm nhạc nữ Hồng Kông, gồm có 5 thành viên là thí sinh top 10 trong chương trình tìm kiếm tài năng âm nhạc Thanh mộng Junior năm 2022 của TVB, sau đó thành lập ra nhóm và tham gia thi đấu trong Thanh mộng truyền kỳ 2, giành được hạng 4 và nhận được "Giải biểu hiện ưu tú". Ban đầu nhóm có 6 thành viên, Lưu Chỉ Quân rời nhóm nên còn 5 thành viên. Tháng 9/2023, 5 thành viên của XiX ký hợp đồng với Universal Music và phát hành đơn khúc phái đài đầu tiên "SiS", chính thức ra mắt nhóm.

## Lịch trình

### Năm 2021 đến 2022: Thành lập nhóm, tham gia "Thanh mộng 2"

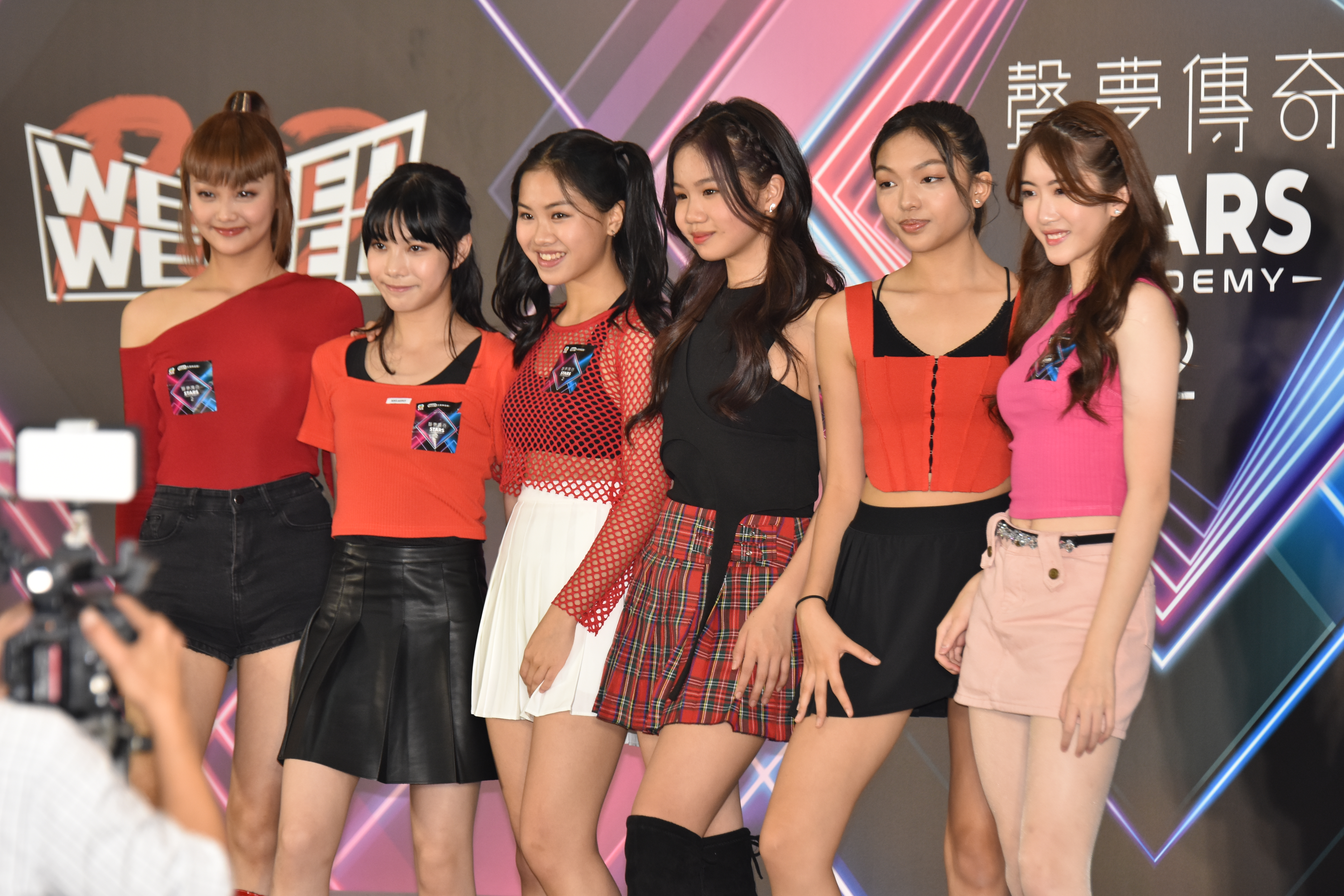
Ngày 7/8/2022, XiX 6 người tham gia hoạt động "Diễn đấu hội đỏ + xanh" Thanh mộng truyền kỳ 2 tại Quảng trường Hollywood.

Năm 2021, TVB vì để tiếp nối tinh thần của chương trình "Thanh mộng truyền kỳ" nên đã tuyên bố tổ chức chương trình "Thanh mộng Junior",  chọn lọc ra các thí sinh nổi bật nhất từ 11 đến 15 tuổi để tham gia huấn luyện ca hát, top 4 cuối cùng của chương trình có Mậu Quân Hy, Lương Thiện Tri thuộc nhóm nhảy, Dương Bỉnh Di, Đặng Hiểu Ân thuộc nhóm hát, được tuyển thẳng vào Thanh mộng truyền kỳ 2. Hai thành viên Lưu Chỉ Quân và Trang Ân Nguyệt tham gia tuyển chọn Thanh mộng truyền kỳ 2 cũng thành công vào vòng trong, hai người cùng bốn người được tuyển thẳng kia cùng nhau lập thành nhóm XiX tham gia thi đấu, do Lưu Chỉ Quân làm nhóm trưởng. Sáu người tham gia Thanh mộng truyền kỳ 2 với tư cách nhóm XiX, được huấn luyện viên Vịnh Nhi nhận vào đội đỏ, thành công vào chung kết và đạt hạng 4 chung cuộc, nhận "Giải biểu hiện ưu tú", "Giải sức hút sân khấu".
Ngày 1/11/2022, cùng các học viên "Thanh mộng truyền kỳ 2" .tham gia concert tốt nghiệp Thanh mộng truyền kỳ 2 "Prom Night" được tổ chức ở Sân vận động Macpherson Vượng Giác, đây là concert bán vé công khai đầu tiên mà nhóm tham gia.

### Năm 2023 đến nay: Ký hợp đồng với Universal Music và chính thức ra mắt
Ngày 10/5/2023, Lương Thiện Tri, Dương Bỉnh Di, Đặng Hiểu Ân và Trang Ân Nguyệt thừa nhận Lưu Chỉ Quân chủ động rời nhóm để phát triển với thân phận cá nhân.
Ngày 13/9/2023, Universal Music công bố với bên ngoài rằng 5 thành viên của XiX đã gia nhập công ty, ngày 16 cùng tháng phát hành đơn khúc phái đài đầu tiên "SiS", chính thức ra mắt nhóm. Và vào thời gian này Lương Thiện Tri bắt đầu dùng nghệ danh mới Lương Đại Oánh để hoạt động nghệ thuật.

## Thành viên
| Họ tên                                   | Họ tên                  | Họ tên    | Ngày sinh         | Thứ hạng "Thanh mộng Junior" | Ghi chú         |
| Tiếng Việt                               | Tiếng Trung             | Tiếng Anh | Ngày sinh         | Thứ hạng "Thanh mộng Junior" | Ghi chú         |
| ---------------------------------------- | ----------------------- | --------- | ----------------- | ---------------------------- | --------------- |
| Lương Đại Oánh (tên cũ: Lương Thiện Tri) | 良玳瑩 (tên cũ: 梁善知) | Crystal   | 20 tháng 2, 2007  | 1                            | —               |
| Dương Bỉnh Di                            | 楊秉頤                  | Caitlin   | 30 tháng 11, 2007 | 2                            | —               |
| Mậu Quân Hy                              | 繆昀希                  | Charlotte | 11 tháng 3, 2009  | 3                            | —               |
| Đặng Hiểu Ân                             | 鄧曉殷                  | Kiele     | 20 tháng 11, 2006 | 4                            | —               |
| Thành viên đã rời                        |                         |           |                   |                              | —               |
| Lưu Chỉ Quân                             | 劉芷君                  | Aster     | 20 tháng 8, 2007  | —                            | Cựu nhóm trưởng |
| Trang Ân Nguyệt                          | 莊殷玥                  | Vici      | 15 tháng 6, 2007  | 4                            | —               |

## Kinh nghiệm thi đấu

### Thanh mộng truyền kỳ 2
Số điểm phụ thuộc vào số lượng đèn do 25 giám khảo đưa ra, tức là điểm tuyệt đối là 25 điểm.
| Tập | Ngày phát sóng | Bài hát biểu diễn                                 | Hợp tác với                                                                               | Ghi chú                                                                                             |
| --- | -------------- | ------------------------------------------------- | ----------------------------------------------------------------------------------------- | --------------------------------------------------------------------------------------------------- |
| 1   | 11/6/2022      | 命硬/ Mạng cứng - Trắc Điền                       | Cả nhóm biểu diễn                                                                         | Tập giới thiệu, không tính điểm                                                                     |
| 2   | 18/6/2022      | Candy Ball - As One                               | Cả nhóm biểu diễn                                                                         | Gia nhập vào nhóm của huấn luyện viên Vịnh Nhi                                                      |
| 5   | 9/7/2022       | Me gustas tu - GFRIEND                            | Cả nhóm biểu diễn                                                                         | Lấy 23 đèn xanh trở thành điểm cao nhất tập, thăng cấp                                              |
| 7   | 30/7/2022      | 超能力/ Siêu năng lực - Đặng Tử Kỳ                | Thành viên biểu diễn: Lưu Chỉ Quân, Mậu Quân Hy, Lương Thiện Tri, Trang Ân Nguyệt         | Thi đấu với tư cách thành viên đội đỏ, thắng trận với tỉ số 20:5 đèn và thăng cấp                   |
| 8   | 6/8/2022       | lf l Ain't Got You - Alicia Keys                  | Thành viên biểu diễn: Dương Bỉnh Di, Đặng Hiểu Ân                                         | Thi đấu với tư cách thành viên đội đỏ, thắng trận với tỉ số 18:7 đèn và thăng cấp                   |
| 9   | 13/8/2022      | 天才與白痴/ Thiên tài và đần độn - Hứa Quán Kiệt  | Triệu Tử Nặc, Văn Tá Khuông,Trần Tấn Hiên, Bành Gia Hiền                                  | Thi đấu với tư cách thành viên đội đỏ, tiết mục mở màn concert, thắng trận với tỉ số 15:10 đèn      |
| 9   | 13/8/2022      | Dynamite - BTS 流非飛/ Chảy không bay - Vương Phi | Văn Tá Khuông,Trần Tấn Hiên, Giang Đình Tuệ, Nhậm Khải Tình                               | Thi đấu với tư cách thành viên đội đỏ, tiết mục Power Medley concert, thắng trận với tỉ số 16:9 đèn |
| 10  | 27/8/2022      | We Will Rock You, We Are The Champions - Queen    | Triệu Tử Nặc, Trần Tấn Hiên, Bành Gia Hiền, Nhậm Khải Tình, Giang Đình Tuệ, Văn Tá Khuông | Thi đấu với tư cách thành viên đội đỏ, tiết mục encore concert, thua trận với tỉ số 8:17 đèn        |
| 12  | 10/9/2022      | 重口味/ Mùi vị nặng - Trần Dịch Tấn               | Eric Kwok                                                                                 | Thi đấu với tư cách thành viên đội đỏ, thua trận với tỉ số 7:18 đèn và thắng cấp                    |
| 14  | 24/9/2022      | Nobody -Wonder Girls                              | Cả nhóm biểu diễn                                                                         | Thắng trận với tỉ số 19:6 đèn và tiến vào top 5                                                     |
| 15  | 2/10/2022      | @princejoyce - Trịnh Hân Nghi                     | Cả nhóm biểu diễn                                                                         | Lấy 22 điểm trở thành Điện quân của cuộc thi và nhận "Giải biểu hiện ưu tú"                         |
| 16  | 5/11/2022      | 在我生命裡/ Trong cuộc sống của tôi - La Văn      | Cả nhóm biểu diễn                                                                         | Đoạt "Giải sức hút sân khấu" và giải quán quân đồng đội cùng Star Team                              |
| 17  | 12/11/2022     | 那些年/ Những năm tháng ấy - Hồ Hạ                | Cả nhóm biểu diễn                                                                         | Đoạt "Giải sức hút sân khấu" và giải quán quân đồng đội cùng Star Team                              |

## Tác phẩm âm nhạc
| Ngày phát hành | Tên bài hát                | Nhạc                                             | Lời                                                                                          | Biên khúc                                        | Giám chế       | Ghi chú                                                                     |
| -------------- | -------------------------- | ------------------------------------------------ | -------------------------------------------------------------------------------------------- | ------------------------------------------------ | -------------- | --------------------------------------------------------------------------- |
| 18/6/2022      | 我超越我/ Tôi vượt qua tôi | Trương Trì Hào                                   | Trương Trì Hào, Lâm Quân Liên, Hà Tấn Lạc, Tiển Tĩnh Phong, Dương Hy Lời Rap: Trương Trì Hào | Đới Vỹ                                           | Lưu Dịch Thăng | Nhạc chủ đề "Thanh mộng truyền kỳ 2" Hát cùng các học viên của chương trình |
| 24/9/2022      | Hat Trick                  | Michael James Down, Will Taylor, Primoz Poglajen | Lâm Bảo                                                                                      | Michael James Down, Will Taylor, Primoz Poglajen | Châu Tích Hán  | Hát cùng các học viên "Thanh mộng truyền kỳ 1, 2"                           |
| 17/12/2022     | Stars of Joy               | Hầu Tuyển Hy                                     | Bành Gia Hiền                                                                                | Lưu Dịch Thăng                                   | Lưu Dịch Thăng | Nhạc mừng Giáng sinh Hát cùng các học viên "Thanh mộng truyền kỳ 2"         |
| 24/2/2023      | Miss You Much              | James Harris III, Terry Lewis                    | Lâm Chấn Cường Lời Rap: Đặng Hiểu Ân, Trang Ân Nguyệt, Lưu Chỉ Quân                          | LEONAKA                                          | Eric Kwok      | Hát lại tác phẩm của Trương Quốc Vinh                                       |
| 14/9/2023      | SiS                        | Eric Kwok                                        | Lâm Nhược Ninh, Eric Kwok (lời tiếng Anh)                                                    | LEONAKA                                          | Eric Kwok      | Đơn khúc ra mắt chính thức                                                  |

### Thành tích bài hát phái đài
| Thành tích bài hát phái đài (5 đài) | Thành tích bài hát phái đài (5 đài)                  | Thành tích bài hát phái đài (5 đài) | Thành tích bài hát phái đài (5 đài) | Thành tích bài hát phái đài (5 đài) | Thành tích bài hát phái đài (5 đài) | Thành tích bài hát phái đài (5 đài) | Thành tích bài hát phái đài (5 đài)                   |
| Đĩa hát                             | Bài hát                                              | 903                                 | RTHK                                | 997                                 | TVB                                 | ViuTV                               | Ghi chú                                               |
| ----------------------------------- | ---------------------------------------------------- | ----------------------------------- | ----------------------------------- | ----------------------------------- | ----------------------------------- | ----------------------------------- | ----------------------------------------------------- |
|                                     | Hat Trick                                            | -                                   | -                                   | -                                   | 1                                   | ×                                   | Hát cùng các học viên Thanh mộng truyền kỳ 1, 2       |
|                                     | 重口味 (Studio Version)/ Mùi vị nặng (bản phòng thu) | -                                   | 16                                  | 10                                  | -                                   | ×                                   | Hát cùng Eric Kwok Hát lại tác phẩm của Trần Dịch Tấn |
| Remembering Leslie                  | Miss You Much                                        | -                                   | -                                   | -                                   | -                                   | ×                                   | Hát lại tác phẩm của Trương Quốc Vinh                 |

| Tổng số bài quán quân các đài | Tổng số bài quán quân các đài | Tổng số bài quán quân các đài | Tổng số bài quán quân các đài | Tổng số bài quán quân các đài | Tổng số bài quán quân các đài  |
| 903                           | RTHK                          | 997                           | TVB                           | ViuTV                         | Ghi chú                        |
| ----------------------------- | ----------------------------- | ----------------------------- | ----------------------------- | ----------------------------- | ------------------------------ |
| 0                             | 0                             | 0                             | 1                             | 0                             | Tổng số bài quán quân 5 đài: 1 |

- （*）Đang lên bảng
- （-）Chưa thể lên bảng
- （×）Không có lên bảng

## Tác phẩm diễn xuất

### Chương trình truyền hình
| Năm  | Kênh     | Tên chương trình                                                  | Ghi chú   |
| ---- | -------- | ----------------------------------------------------------------- | --------- |
| 2022 | TVB Jade | 聲夢JUNIOR/ Thanh mộng Junior                                     | Thí sinh  |
| 2022 | TVB Jade | 聲夢傳奇2/ Thanh mộng truyền kỳ 2                                 | Thí sinh  |
| 2022 | TVB Jade | 聲夢傳奇2海外踢館賽/ Thanh mộng truyền kỳ 2 Đấu đá sân nước ngoài | Thí sinh  |
| 2023 | TVB Jade | 我和媽咪有個約會/ Tôi có cuộc hẹn với mẹ                          | Khách mời |

## Concert
| Thời gian  | Tên concert                                                                | Số sân | Địa điểm                             | Đơn vị tổ chức                         | Ghi chú                                                                                          |
| ---------- | -------------------------------------------------------------------------- | ------ | ------------------------------------ | -------------------------------------- | ------------------------------------------------------------------------------------------------ |
| 15/10/2022 | 羅文·傳承20周年全城紀念演唱會/ Concert La Văn·kỷ niệm 20 năm truyền thừa   | 1      | Sân vận động Hồng Kong Hồng Khám     | Giải trí Anh Hoàng, Thiên Tinh Sàm Tân | Cùng Trần Khiết Linh hát "Lãng Đào Sa" (浪淘沙), hát nhảy "Trong cuộc sống của tôi" (在我生命裡) |
| 1/11/2022  | 聲夢傳奇2「Prom Night」演唱會/ Concert Thanh mộng truyền kỳ 2 "Prom Night" | 1      | Sân vận động Macpherson Vượng Giác   | TVB, AAM                               | Concert tốt nghiệp "Thanh mộng truyền kỳ 2"                                                      |
| 1/4/2023   | 張國榮20週年致敬音樂會/ Concert chí kính kỷ niệm 20 năm Trương Quốc Vinh   | 1      | Trung tâm triển lãm hội nghị Loan Tể | Universal Music Hong Kong              | Hát lại tác phẩm của Trương Quốc Vinh "Miss You Much"                                            |

## Giải thưởng và đề cử
| Năm  | Đơn vị phát thưởng                           | Giải thưởng                      | Tác phẩm | Kết quả                    |
| ---- | -------------------------------------------- | -------------------------------- | -------- | -------------------------- |
| 2022 | Thanh mộng truyền kỳ 2                       | Giải biểu hiện ưu tú (điện quân) | —        | Đoạt giải                  |
| 2022 | Thanh mộng truyền kỳ 2 Đấu đá sân nước ngoài | Giải sức hút sân khấu            | —        | Đoạt giải                  |
| 2022 | Thanh mộng truyền kỳ 2 Đấu đá sân nước ngoài | Quán quân đồng đội               | —        | Đoạt giải (cùng Star Team) |